# Henry Boyle (3e comte de Shannon)
Henry Boyle (8 août 1771 - 22 avril 1842) est un noble, titré comte de Shannon. Il est député au Parlement d'Irlande. Il représente le comté de Cork au nouveau Parlement du Royaume-Uni de 1801 à 1807. Il est ensuite député pour Bandon en 1807, et devient à comte de Shannon plus tard la même année. Il est Custos rotulorum pour le comté de Cork de 1807 à sa mort. Il est le premier Lord Lieutenant de Cork de 1831 à sa mort,.

## Famille
Il est un fils de Richard Boyle (2e comte de Shannon), et Catherine Ponsonby. Sa sœur Catherine Henrietta Boyle épouse Francis Bernard (1er comte de Bandon). ses grands-parents maternels sont John Ponsonby, président de la Chambre des communes irlandaise de 1756 à 1771, et son épouse, Elizabeth Cavendish.

## Carrière

### Parlement d'Irlande
Il fait ses études au Winchester College. Il représente l'arrondissement de Clonakilty au Parlement irlandais de 1793 à 1797, puis le comté de Cork de 1797 à l'Acte d'Union en 1801. En 1798, il est également élu pour Rathcormack, mais choisit de ne pas siéger. Selon sa nécrologie dans The Gentleman's Magazine, Boyle "prit une part active à l'armement de la colonie irlandaise". Le 31 octobre 1796, il est nommé capitaine de cinq unités différentes, celles de Castlemartyr, Cloyne, Cove, Imokilly et Middleton. À l'époque, le Royaume de Grande-Bretagne et le Royaume d'Irlande sont sous union personnelle.
La rébellion irlandaise de 1798 est assistée par une force d'invasion française dirigée par Jean Joseph Amable Humbert. La rébellion et l'invasion échouent. Pour assurer le contrôle de l'Irlande, le Parlement irlandais et le Parlement de Grande-Bretagne négocient la fusion des deux royaumes. L'Acte d'Union 1800 entraîne la formation du Royaume-Uni de Grande-Bretagne et d'Irlande. L’adoption finale de la loi au Parlement irlandais est réalisée avec des majorités substantielles, en partie, selon les documents contemporains, par le biais de la corruption, sous la forme de pairies et d’honneurs pour obtenir le vote des opposants. Alors que la première tentative a été rejetée à la Chambre des communes irlandaise par 109 voix contre 104, le second vote en 1800 donnait un résultat de 158 voix contre 115. De plus, l'Irlande obtient 100 sièges à la Chambre des communes britannique et 32 sièges à la Chambre des lords : 28 pairs représentatifs élus à vie et quatre membres du clergé de l'Église d'Irlande, anglicane, choisis pour chaque session.

### Parlement du Royaume Uni
Boyle figure parmi les nouveaux membres de la Chambre des communes, représentant le comté de Cork au nouveau Parlement du Royaume-Uni de 1801 à 1807,. Il n'y a pas d'élections générales au Royaume-Uni de 1801. Tous les membres de la Chambre des Communes y participent par le droit de leur précédente élection pour des sièges en Grande-Bretagne ou en Irlande. Il est réélu sans opposition aux Élections générales britanniques de 1802.
Le 6 août 1803, Boyle est nommé capitaine d'une sixième unité, celle de Youghal. Pendant la 1re et la 2e législatures, Boyle n'est inscrit ni comme conservateur ni comme whig. Cependant, il se présente comme whig aux Élections générales britanniques de 1806. Il est élu aux côtés de George Ponsonby, un compatriote Whig. Leur faction est alors sous la direction de Charles Grey (2e comte Grey).
Aux Élections générales britanniques de 1807, Boyle change de circonscription. Ponsonby et James Bernard sont élus dans le comté de Cork. Le 15 mai 1807, Boyle est élu député de Bandon,, succédant à Courtenay Boyle. Henry est répertorié comme un conservateur à cette occasion. Peut-être parce qu'il soutient la coalition politique menée par William Cavendish-Bentinck (3e duc de Portland). Le 18 mai 1807, Boyle est également élu à Youghal en tant que Whig.
Le 20 mai 1807, le 2e comte de Shannon meurt. Henry lui succède dans ses titres et quitte la Chambre des communes. Il est Custos Rotulorum du comté de Cork de 1807 à sa mort,. Il entre au Conseil privé d'Irlande en 1808. La même année, il devientu chevalier de Saint-Patrick. Il est le premier Lord Lieutenant de Cork de 1831 à sa mort,.

## Mariage et enfants
Le 7 juin 1798, il épouse Sarah Hyde, fille de John Hyde de Castle Hyde, et de Sarah Burton. Ils ont douze enfants :
- Catharine Boyle, célibataire.
- Richard Boyle, mort en 1803.
- Sarah Boyle, célibataire.
- Harriet Boyle, décédée avant 1842.
- Louisa Grace-Boyle, célibataire.
- Richard Boyle (4e comte de Shannon) (12 mai 1809 - 1er août 1868).
- Jane Boyle, célibataire.
- Elizabeth Boyle, célibataire.
- Henry Charles Boyle, "Lieutenant Royal Fusiliers". Marié Catharine-Sophronia-Jane Ede en 1841.
- Charlotte-Anne Boyle, célibataire.
- Robert Francis Boyle, né en 1818".
- Frances Boyle, décédée en 1824, âgée de quatre ans.